# Foobar
Foobar is een combinatie van de twee zogenaamde metasyntactische variabelen Foo en Bar. Het is een fonetische uitspraak van de Amerikaanse militaire afkorting FUBAR. FUBAR is een afkorting die staat voor Fucked Up Beyond All Repair en wordt door technici gebruikt om aan te geven dat verdere pogingen een apparaat of onderdeel te repareren zinloos zijn.
In de computerwereld wordt foobar vaak gebruikt als aanduiding van een niet nader gespecificeerd object of attribuut. Foobar wordt gebruikt wanneer de naam of functie niet van belang is. Als een computerprogrammeur een opzetje maakt als demonstratie van een webwinkel, dan zal hij deze wellicht foobars laten verkopen.

## Websites
- (en)  foobar
- (en)  RFC 3092 - Etymology of "Foo". artikel over de herkomst en het gebruik van foobar